# Quesos helados
Los quesos helados (a veces también quesitos helados) es un helado moldeado popular en la cocina madrileña. Los quesitos helados se solían comercializar antes de la guerra civil española en los denominados «Refrescos Ingleses» (sito en la calle Alcalá y cercano a la Puerta del Sol). La tradición de estos helados es antigua en la culinaria española, siendo ya descritos en el siglo XVIII por Juan de la Mata en su libro de cocina Arte de repostería.

## Características
Los helados se congelaban en moldes redondos de hojalata o estaño (denominados sorbeteras). Cada molde se encontraba sellado con cera virgen y proporcionaba una forma única al helado: podría ser una pirámide, un busto, un animal, etc. Su elaboración con leche le daba una apariencia similar a los quesos, y esta es la razón por la que se menciona el nombre 'queso helado'. Existe una diferencia entre el sorbete y el queso helado, este último se elabora.